# 帕里奧克羅山
10°24′21″S 76°56′00″W / 10.40583°S 76.93333°W

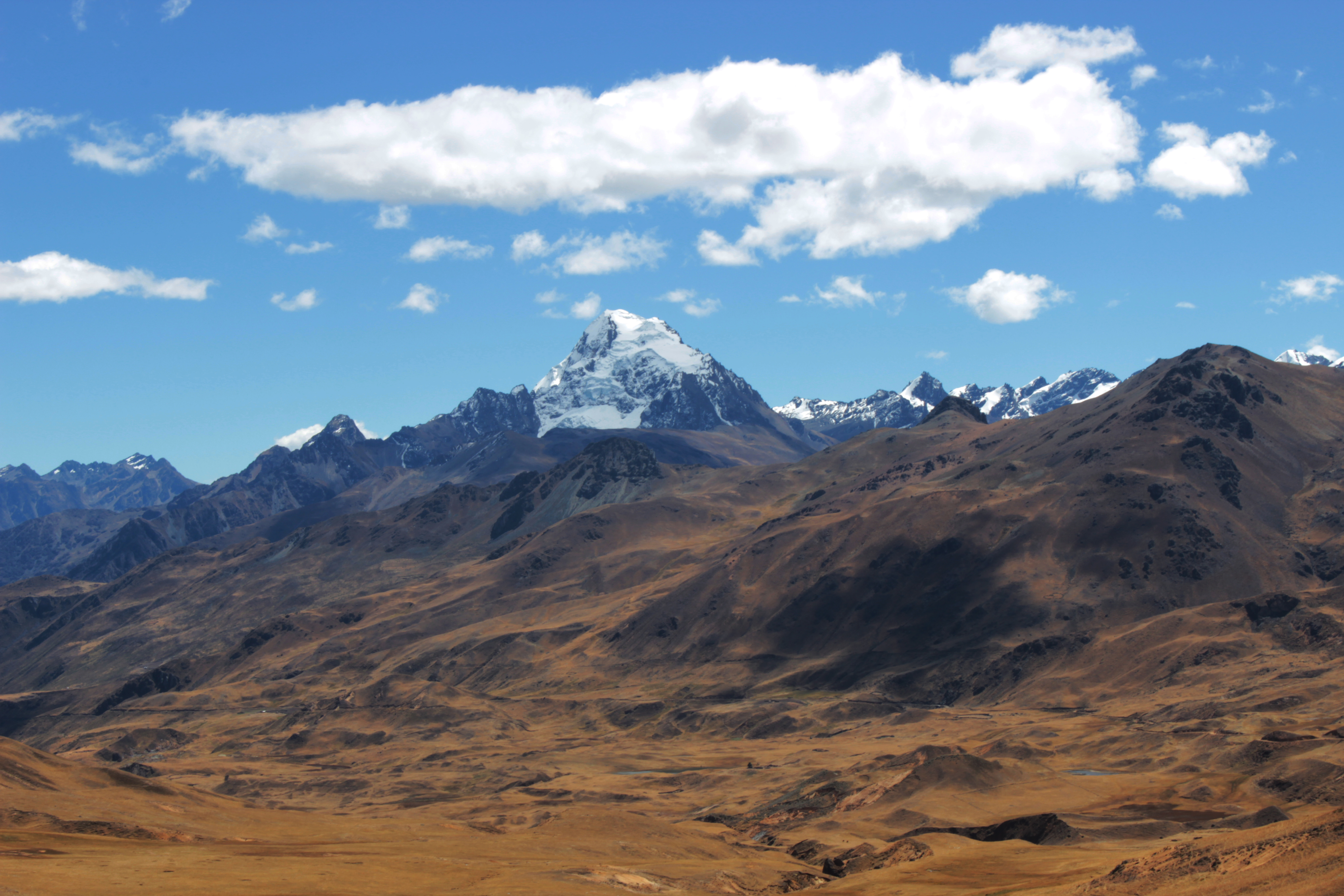

帕里奧克羅山（Pariauccro），是秘魯的山峰，位於該國中南部利馬大區，由卡哈坦博省的卡哈坦博區負責管轄，屬於瓦伊瓦什山脈的一部分，海拔高度5,572米。